# Victoria Aihar
 (juillet 2022).
Victoria Aihar, née le 19 avril 1978 à Montevideo, est une web designer, programmeuse et autrice uruguayenne.
Elle étudie à Crandon Institute, et étudie également l'anglais, le français et l'arabe. Elle obtient son diplôme de concepteur web en 2001 et travaille comme programmeuse et rédactrice. Elle se marie en 2000. Elle publie ses romans érotiques sous un pseudonyme. Ses livres sont édités et publiés par Editorial Planeta dans des pays comme l'Espagne. Le livre Un café no se le niega a nadie lors de sa prévente atteint la 7e place parmi le classement des best-sellers par Amazon Espagne,,.

## Livres
- 2014, Une chanson pour avril (ISBN 978-84-08-12622-5)
- 2014, ¿A cuántos centímetros de ti ?
- 2015, Une seconde opportunité (ISBN 978-84-08-13805-1)
- 2015, Un café no se le niega a nadie (ISBN 978-84-08-14493-9)